# Camp de la Reina Victòria
El Camp de la Reina Victòria, conegut popularment en castellà com a Campo de la Victoria va ser un estadi polivalent a Sevilla, Andalusia. S'utilitzava sobretot per a partits de futbol i acollia els partits locals del Sevilla FC. L'estadi, inaugurat el 1918, va ser la seu del Sevilla durant deu anys fins que el club es va traslladar a l'Estadi de Nervión.

## Història
L'any 1918, un projecte d'urbanització realitzat per l'Ajuntament de Sevilla al Prado de San Sebastián per acollir l'"Exposició Iberoamericana", va fer que el Sevilla FC i altres clubs de Sevilla haguessin d'abandonar els seus camps (el Sevilla jugava fins llavors al Camp del Mercantil). El club va buscar un nou camp així que alguns directius van visitar l'alcalde i li van demanar un terreny buit que pogués servir com a camp de l'equip. Com que les negociacions no van tenir èxit, el club va estar a la recerca d'altres ubicacions, trobant-ne una a l'avinguda de la Reina Victòria (actual avinguda de la Palmera).
El camp es va inaugurar el 21 d'octubre de 1918 en un terreny llogat a la marquesa d'Esquivel, María Caravajal Hurtado. El terreny estava situat en un ranxo del passeig de la Palmera. El preu del lloguer es va fixar en 2.000 pessetes anuals, un preu baix per l'època. Les instal·lacions van ser dissenyades per l'arquitecte Pablo Gutiérrez. L'estadi es va inaugurar en un partit entre el Sevilla i la Unión Sporting Club de Madrid. L'any 1924 es van afegir dues tribunes a l'estadi, ampliant-ne la capacitat fins a 12.000.
El 1923, el Camp de la Reina Victòria va acollir el primer partit de la selecció espanyola de futbol a Andalusia, una victòria per 3-0 contra Portugal.  El recinte també va acollir la final de la Copa del Rei de 1925 quan el FC Barcelona va guanyar el seu sisè títol després de vèncer per 2-0 a l'Arenas Club de Getxo en el partit decisiu.
En 1928, el club es va veure obligat a traslladar-se a un nou camp, l'Estadi de Nervión, ubicat al barri homònim, a causa d'un plet amb els propietaris del terreny que el van vendre als organitzadors de l'Exposició Iberoamericana de 1929.